# نگروید
نگروید (انگلیسی: Negroid) که گاهی کونگوید (به انگلیسی: Congoid) نیز نامیده می‌شود، یک طبقه‌بندی نژادی از بین رفته از افراد مختلف بومی آفریقا در جنوب این منطقه است که از بیابان جنوب صحرا در غرب تا دریاچه‌های بزرگ آفریقا در جنوب شرقی امتداد یافته بودند، و همچنین تا بخش‌های منزوی آسیای جنوبی و جنوب شرقی (نگریتوس) گسترش داشته‌است. این اصطلاح برگرفته از مفاهیمی است که نژاد را به عنوان یک مقوله بیولوژیکی درنظر می‌گیرد که امروزه بی‌اعتبار شده‌است.
مفهوم تقسیم بشر به سه نژاد به نام‌های قفقازوئید، مغولوئید و نگروید (با نام اصلی «اتیوپیایی») در دهه ۱۷۸۰ توسط اعضای مکتب تاریخ‌نگاری گوتینگن مطرح شد و توسط محققان غربی در زمینه «ایدئولوژی‌های نژادپرستانه» در طول دوران استعمار توسعه یافت.
با ظهور ژنتیک مدرن، مفهوم نژادهای انسانی متمایز به معنای بیولوژیکی منسوخ شده‌است. در سال ۲۰۱۹، انجمن آمریکایی انسان شناسان بیولوژیکی بیان کرد: «نژاد نمایش دقیقی از تنوع بیولوژیکی انسان ارائه نمی‌دهد.»

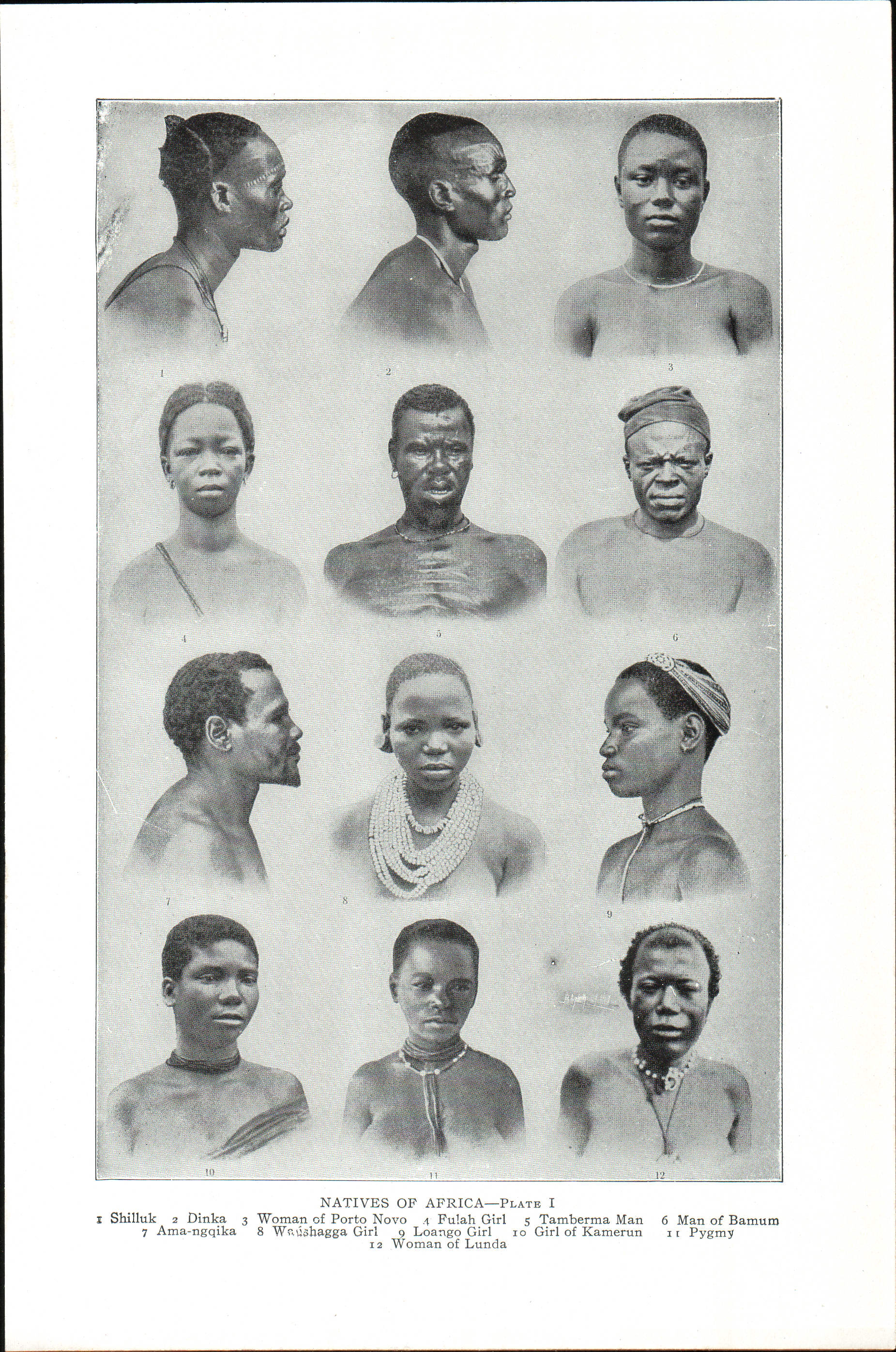
تصاویری از «انواع نژادی» از The New Student's Reference Work (1914)، ویرایش شده توسط Chandler B. Beach و Frank Morton McMurry